# Indian Sociological Society
Die Indian Sociological Society (ISS) ist die wissenschaftliche Fachgesellschaft für Soziologie in Indien. Derzeitige Vorsitzende ist die Professorin im Ruhestand Maitrayee Chaudhuri (Jawaharlal Nehru University) (Stand 2024). Die ISS ist Mitglied der International Sociological Association (ISA).
Die ISS wurde 1951 in Bombay mit 107 Mitgliedern gegründet. Initiator war G. S. Ghurye, ein Soziologieprofessor der damaligen Universität Bombay. Etwa zeitgleich entstand auf Initiative von Soziologen aus Lucknow eine zweite nationale Fachinitiative, die All India Sociological Conference (AISC), ihre erste Konferenz fand 1955 statt, bis 1961 organisierte insgesamt sechs Fachkonferenzen. 1965 kam es zur Fusion der beiden Organisationen, das Büro wurde in Neu-Delhi angesiedelt. Dort organisierte die ISS den XI. Weltkongress der Soziologie. Bis 2017 war die Mitgliederzahl der ISS auf 4450 angestiegen.
Die ISS gibt drei Zeitschriften heraus: Sociological Bulletin (gegründet 1952), die in Hindi veröffentlichte Bhartiya Samajshastra Sameeksha (gegründet 2014) und das E-Journal Explorations (gegründet 2017). Die ISS führt zudem jährlich Fachkonferenzen durch, die All India Sociological Conferences (AISCs).
Die ISS hat zwei Stiftungen zum Gedenken an M. N. Srinivas und Radha Kamal Mukerjee eingerichtet. In ihrem Namen werden jährlich Vorlesungen auf der AISC gehalten. Die Gesellschaft vergibt zudem einen jährlichen Preis für junge Soziologen zu Ehren der beiden.